# Taís Araújo
Taís Araújo, właśc. Taís Bianca Gama de Araújo (ur. 25 listopada 1978 w Rio de Janeiro) – brazylijska aktorka telewizyjna, największy sukces odniosła grając Pretę de Souza w telenoweli Barwy grzechu (Da Cor do Pecado) u boku aktora i modela Reynalda Gianecchini. Jej mężem jest Lazaro Ramos. Mają syna João Vicente. W 2010 została odznaczona Krzyżem Oficerskim Orderu Rio Branco.